# Elizabeth Dulau
Elizabeth Dulau (* 1995 in London) ist eine britisch-irische Schauspielerin. Internationale Bekanntheit erlangte sie durch ihre Rolle als Kleya Marki in Star Wars: Andor.

## Karriere
Elizabeth Dulau studierte vor ihrer Schauspieltätigkeit Umweltwissenschaften an der University of Nottingham und schloss mit dem Bachelor ab. Danach machte sie 2020 ihren Bachelor of Arts an der Royal Academy of Dramatic Arts und wurde im Anschluss für ihre Rolle in Andor gecastet. Die Fernsehserie stellt ihre erste professionelle Produktion dar. Nach Angaben vom Regisseur Tony Gilroy wurde ihre Screentime aufgrund ihrer beeindruckenden Darstellung in der ersten Staffel deutlich ausgeweitet.
Weitere Auftritte hatte sie nach Andor in The Outlaws, Maternal und Wicked: Teil 1. Darüber hinaus ist sie auch weiterhin in Theaterproduktionen aktiv.

## Filmografie (Auswahl)
- 2022: Gentleman Jack (Fernsehserie, 2 Folgen)
- 2022: The Outlaws (Fernsehserie, 1 Folge)
- 2022–2025: Andor (Fernsehserie, 16 Folgen)
- 2023: Maternal (Fernsehserie, 5 Folgen)
- 2023: Alles Licht, das wir nicht sehen (All the Light We Cannot See, Fernsehserie, 2 Folgen)
- 2024: Wicked (Synchronrolle)

## Theater (Auswahl)
- The Bleeding Tree – Ida
- Klippies – Yolandi
- The Importance of Being Earnest – Lady Bracknell
- Julius Caesar – Portia
- King Lear – Duke of Cornwall
- The Laramie Project